# レトリスム
レトリスム（仏：Lettrisme、英：Lettrism）あるいは文字主義（もじしゅぎ）は、ルーマニア出身の詩人イジドール・イズーが第二次大戦直後にパリで創始した前衛的な芸術運動である。シュルレアリスムとダダイスムの理念を継承し、詩作からはじまって映画、演劇、彫刻、絵画、写真、ダンスと多方面で既存の芸術形式を解体するラディカルな表現を追求した。主要なメンバーには他にモーリス・ルメートル、ギー・ドゥボールらがいる。
レトリスムの運動はまず、言語を徹底的に破壊し音素のみを無意味に羅列した詩作にはじまった。のちに展開された絵画や彫刻の制作においては絵文字を多用し、これらの作品は「ハイパーグラフィー」と呼ばれた。イジドール・イズー監督の『涎と永遠についての概論』（1951年）、モーリス・ルメートル監督『映画はもう始まったか』（1951年）などの「ディスクレパン映画」（「ディスクレパン」は「矛盾した」「食い違った」の意）と呼ばれた映画では、既存の映像に関係のない詩の朗読や演説の音声を被せたり、切り刻みやスクラッチ、彩色で直接フィルムを加工したり、あるいは映画そのものや観客に対する直接的な批判を挿入したりといった試みが行われ、これらの表現はスタン・ブラッケージやゴダールらにも影響を与えている。さらに独自のユートピア思想に基づく「青年の蜂起」と称する社会変革理論はパリの五月革命に大きな影響を与えた。

## 関連書籍
- 塚原史 『プレイバック・ダダ』 白順社、1988年